# Garra de León
Garra de León är en udde i Antarktis. Den ligger i Sydshetlandsöarna. Argentina, Chile och Storbritannien gör anspråk på området.
Terrängen inåt land är huvudsakligen kuperad, men åt nordost är den bergig. Havet är nära Garra de León västerut. Trakten är obefolkad. Det finns inga samhällen i närheten. 